# Jekaterina Sergejewna Katukowa
Jekaterina Sergejewna Katukowa (russisch Екатери́на Серге́евна Катуко́ва; * 31. Dezember 1913jul. / 13. Januar 1914greg. in Moskau; † 5. Februar 2015 in Trudowaja bei Mytischtschi), geborene Iwanowa (russisch Иванова), war eine russische ZK-Stenotypistin, Feldscherin und Schriftstellerin.

## Leben
Jekaterina, Tochter des Eisenbahners Sergei Filaretowitsch Iwanow (* 1885) und der Fabrikarbeiterin Anna Jefimowna geb. Kitajewa (1890–1979), wuchs zusammen mit drei Schwestern und zwei Brüdern in ärmlichen Verhältnissen auf.
Nach Beendigung der Mittelschule wurde Jekaterina 1931 vom Komsomol in den Apparat des Zentralkomitees der KPdSU (ZK) abgeordnet, wo sie als Stenotypistin arbeitete. Nach ihrer Erinnerung musste sie auch Stalins persönliche Stenotypistin vertreten.
Im Jahr 1933 heiratete Jekaterina den Angestellten der Militärabteilung des ZK Alexei Sacharowitsch Lebedew, Komkor und Held des Russischen Bürgerkrieges und zweifacher Rotbannerordensträger. Mit ihm erhielt sie eine Zweizimmerwohnung neben dem Moskauer Arbat. Während des Großen Terrors wurde Lebedew im Februar 1938 aufgrund einer Anzeige verhaftet und nach einem halben Jahr wegen Vorbereitung einer Verschwörung erschossen (1957 rehabilitiert). Als Angehörige eines Volksfeindes wurde auch Jekaterina verhaftet. Sie verbrachte eineinhalb Jahre in der Butyrka zusammen mit den Frauen des Raketenkonstrukteurs Sergei Pawlowitsch Koroljow, des Politikers Jan Ernestowitsch Rudsutak, des Wissenschaftlers und Politikers Otto Juljewitsch Schmidt, mit Frau und Tochter des Marschalls Wassili Konstantinowitsch Blücher und vielen anderen bekannten Wissenschaftlerinnen und Kulturschaffenden. Am 17. August wurde sie freigelassen, aber erst im Dezember erhielt sie eine Anstellung als Stenotypistin beim Allunionsradio in der Abteilung Neueste Nachrichten, die der politischen Verwaltung der Roten Armee unterstellt war. Daneben absolvierte sie eine Feldscher-Ausbildung.
Nach Beginn des Deutsch-Sowjetischen Krieges gehörte Jekaterina 1941 zu der Gruppe von Journalisten, die über die Kämpfe der 1. Garde-Panzerbrigade unter Panzergeneral Michail Jefimowitsch Katukow bei Orjol und Mzensk berichten sollte. Nach einem Interview mit Katukow und einem informellen Abendessen schlug Katukow ihr vor, bei ihm zu bleiben, was sie als Chance empfand, ihrem Volksfeind-Status zu entkommen. Sie trat noch 1941 in die KPdSU ein und leistete ihren Dienst neben Katukow bis zum Ende des Krieges. Als Garde-Feldwebel des medizinischen Dienstes brachte sie Verwundete ein und wurde selbst zweimal verwundet. Bei der Schlacht um Moskau büßte sie bei Wolokolamsk beinah ihre linke Hand ein.
Nach dem Krieg heirateten Jekaterina und Katukow und blieben bis Katukows Tod zusammen. Sie bekamen keine Kinder, jedoch nahmen sie die Söhne Anatol und Igor von Jekaterinas Schwester an.
Jekaterina erhielt eine Einladung für die Siegesparade am 24. Juni 1945 auf dem Roten Platz, bei der ihr Mann in der Kolonne der  1. Weißrussischen Front fuhr, sowie zum Empfang im Kreml. Danach wurde Katukow zum Chef der Sowjetischen Militäradministration (SMA) in Sachsen mit Sitz in Dresden ernannt. Jekaterina lernte Deutsch und absolvierte einen vierjährigen Kurs des Instituts für Marxismus-Leninismus beim ZK der KPdSU. Auf ihr Einwirken wurde der Demontagestopp bei der Meißner-Porzellan-Manufaktur und damit deren Erhaltung zurückgeführt, woran eine Gedenktafel erinnerte. 1951 wurde Katukow an die Militärakademie des Generalstabes der Russischen Streitkräfte berufen, so dass das Ehepaar nach Moskau zurückkehrte.
Nach dem Tod ihres Mannes begann Jekaterina 1976 zu schreiben, um ihrem Mann Katukow ein Denkmal zu setzen. Allerdings wurde ihr Buch Denkwürdiges wegen ihrer direkten und objektiven Darstellung des höheren Führungspersonals in Armee und Verwaltung nicht veröffentlicht, zumal sie zu Änderungen nicht bereit war. Erst 2002 konnte es mit der Hilfe der Wladimir-Tschiwilichin-Stiftung erscheinen. Mit Jekaterinas Hilfe wurde ein Museum zur Geschichte des Panzers T-34 in Scholochowo bei Mytischtschi gegründet. 1977 wurde ihre Wohnung und die Datsche als Marschall-Katukow-Museum eingerichtet. Auch half sie bei der Gründung von Kriegsruhm-Museen in Schulen in Moskau und Umgebung, in Woronesch, Lipezk und anderen Orten.
Jekaterina wurde auf dem Moskauer Nowodewitschi-Ehrenfriedhof an der Seite ihres Mannes Katukow begraben.

## Ehrungen
- Tapferkeitsmedaille (zweimal)
- Medaille „Für Verdienste im Kampf“ (1943)
- Orden des Roten Sterns (1944)[3]
- Medaille „Für die Einnahme Berlins“
- Medaille „Sieg über Deutschland“
- Medaille „50 Jahre Streitkräfte der UdSSR“
- Medaille „20. Jahrestag des Sieges im Großen Vaterländischen Krieg 1941–1945“
- Medaille „30. Jahrestag des Sieges im Großen Vaterländischen Krieg 1941–1945“
- Medaille „40. Jahrestag des Sieges im Großen Vaterländischen Krieg 1941–1945“
- Stern der Völkerfreundschaft der DDR
- Orden des Vaterländischen Krieges, 2. Klasse (1985)[3]
- Arbeiterveteran der Russischen Föderation, Marschallsstern (2013 zum 100. Geburtstag)
- Orden der Ehre (2014)

## Werke
- Denkwürdiges. Hrsg. R. Polikaschina, I. Wesnina, Wladimir-Tschiwilichin-Stiftung, Moskau 2002, ISBN 5-00-004249-2 (russisch).
- So war es (Erinnerungen der Frau des Armeekommandeurs M. I. Katukow). Kysyl, AST, Moskau 2005, ISBN 5-17-026790-8 (russisch).